# 이하응 초상 일괄
이하응 초상 일괄(李昰應 肖像 一括)은 운현궁에 전해오던 것으로 이하응(흥선대원군)이 회갑을 맞이한 해에 이한철, 이창옥, 한홍적이 꾸며 만든 흥선대원군의 초상화이다. 2006년 12월 29일 대한민국의 보물 제1499호로 지정되었다.

## 개요
내용은 그림의 오른쪽 상단에 2행으로 흥선대원군 자신이 써넣은 행서의 제발문을 통해 파악될 수 있다.
이 초상화를 그렸다고 하는 이창옥은 현재 잘 알려져 있지 않은 인물이나, 이한철은 조선 후기의 화원으로 산수·인물·화조·절지(折枝) 등 다방면에서 뛰어난 작품을 남겼던 인물로 알려져 있다. 그는 1846년 헌종어진도사의 주관화사로 활약하였으며, 그 후 철종어진도사와 고종어진도사에도 참여하였던 것으로 알려져 있다. 보물 제547호로 지정된 《김정희영정(金正喜影幀)》도 이한철의 작품이다.

## 지정 사유
흥선대원군 이하응(1820-1898)의 장년기와 노년기 전신초상 6점으로 5점은 서울역사박물관, 1점은 국립중앙박물관의 소장품이다.
서울역사박물관 소장 <이하응 초상> 5점은 모두 조선말기 최고의 어진화사(御眞畵師)인 이한철(李漢喆)이 그렸는데, 먼저 그린 3점(黑團領袍本金冠朝服本臥龍冠鶴衣本)은 고종 원년(1863, 癸亥)의 44세 때 그린 초본을 토대로 하여 50세가 되던 고종 7년(1869, 己巳)에 이모한 것이고 뒤에 그린 2점(巾深 衣本黑巾靑袍本)은 환갑을 맞은 고종 17년 (1880, 庚辰)의 61세 주갑상(周甲像)이다.
5점의 초상 모두 복식이 다르며 의관과 기물이 매우 화려성대할 뿐만 아니라 당대 최고의 초상화가 이한철이 그려 수준 높은 묘사력과 화격을 보여주는 최상급의 걸작들이다.
더구나 뛰어난 필력을 자랑했던 이하응의 친필 표제(表題)와 영정함 안에 써넣은 별폭의 홍지표제(紅紙表題), 궁중 표구장의 족자표장(簇子表粧), 유소(流蘇), 영정보, 향낭, 영정함, 영정함보 등이 고스란히 전하고 있어 조선말기 왕실의 아름답고 격조 있는 초상화 문화를 종합적으로 엿볼 수 있다.
국립중앙박물관 소장 <이하응 초상>은 금관조복본으로 그림의 크기나 기본적인 도상, 재료, 기법, 화풍, 풍격, 수준 등 여러 가지 요소가 서울역사박물관에 소장되어 있는 1863년 이한철, 유숙 작의 “금관조복본”과 거의 비슷하기 때문에 대략 비슷한 시기 에 동일한 작가들에 의해 그려진 복본(複本) 이나 별본(別本)으로 추정된다.

## 사진

### 보물 제1499-1호

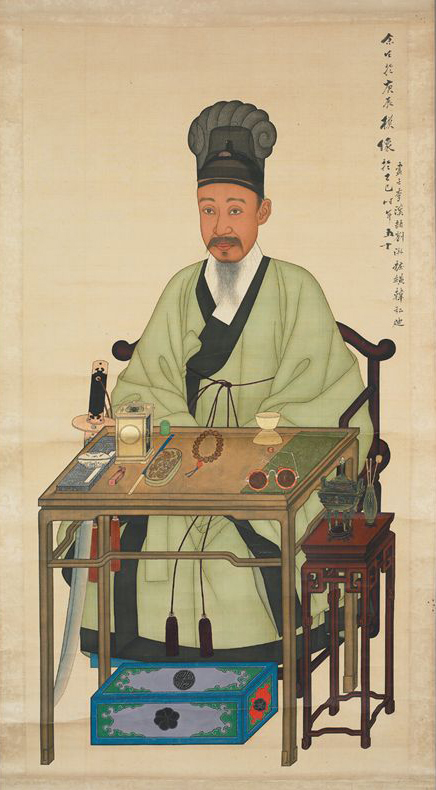
보물 제1499-1호 와룡관학창의본
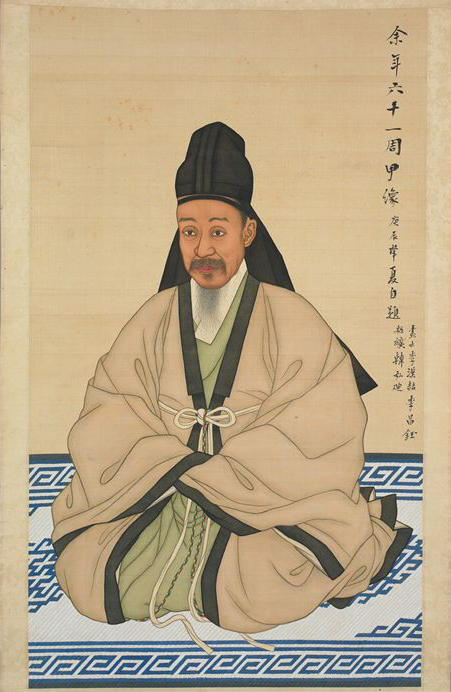
보물 제1499-1호 복건심의본
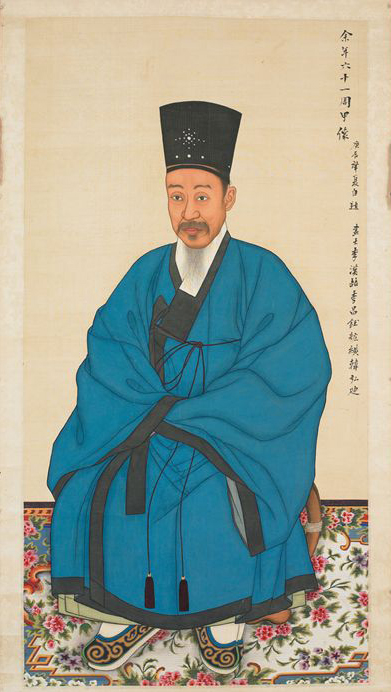
보물 제1499-1호 흑건청포본
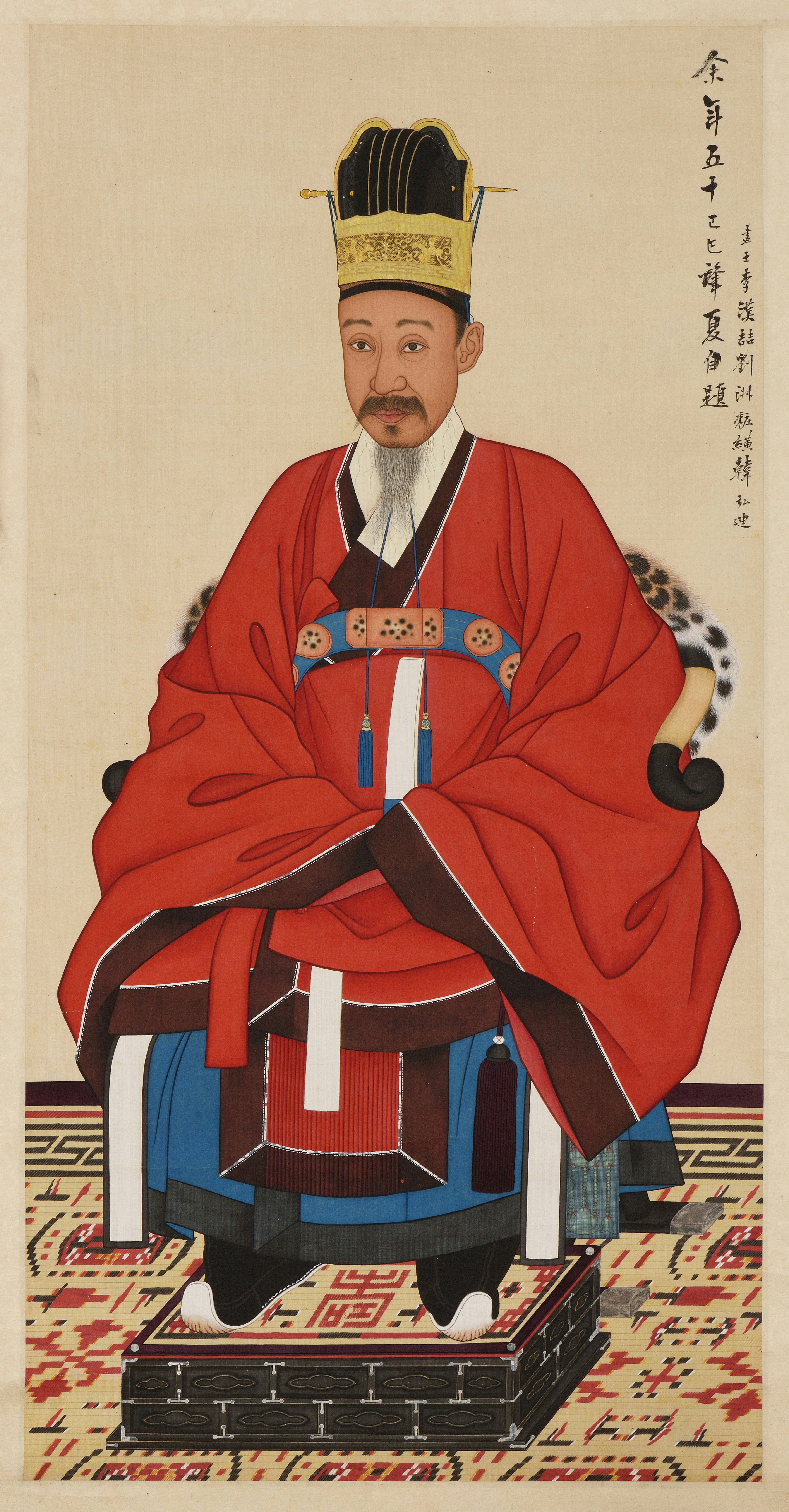
보물 제1499-1호 금관조복본
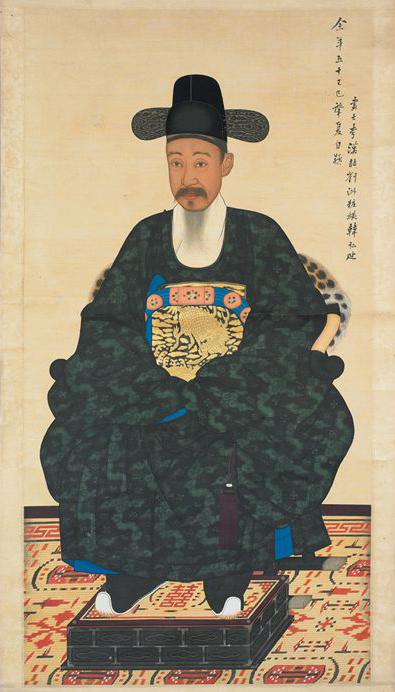
보물 제1499-1호 흑단령포본

### 보물 제1499-2호

보물 제1499-2호 금관조복본 (국립중앙박물관)